# Тиме (Норвегия)
Тиме (норв. Time) — коммуна в губернии Ругаланн в Норвегии. Административный центр коммуны — город Брюне. Официальный язык коммуны — нюнорск. Население коммуны на 2016 год составляло 18 572 человек. Площадь коммуны Тиме — 183,43 км², код-идентификатор — 1121.

## История населения коммуны
Население коммуны за последние 60 лет.

Статистика коммуны Тиме